# Colbitzer Heide-Brauerei

Etikett der VEB Heide-Brauerei Colbitz aus den 1980er Jahren

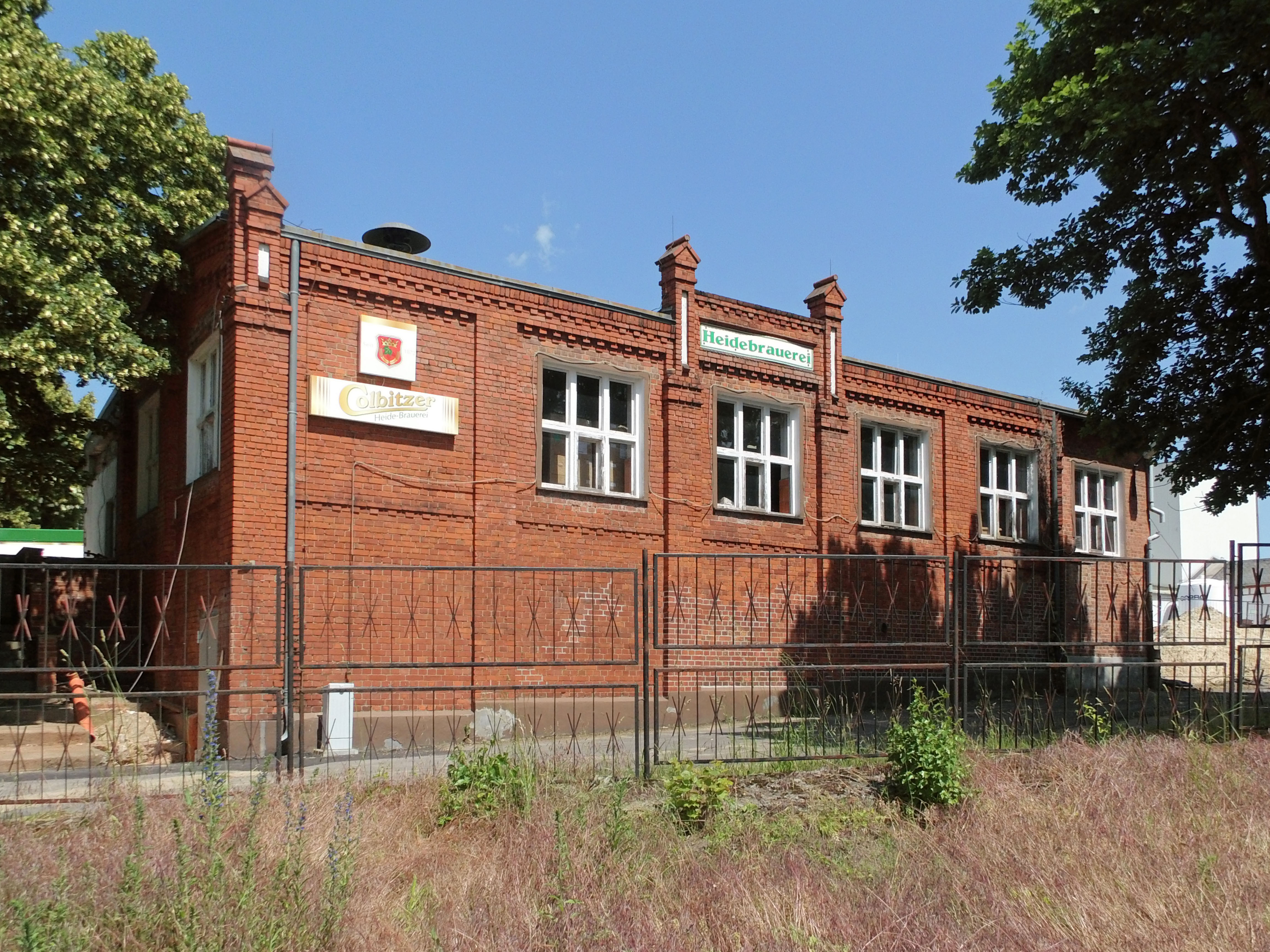
Heidebrauerei

Die Colbitzer Heide-Brauerei ist eine Brauerei in Colbitz im Landkreis Börde (Sachsen-Anhalt). Sie ist seit 2013 eine Tochtergesellschaft der Hofbrauhaus Wolters GmbH aus Braunschweig.
2011 wurden in der Heide-Brauerei 43.000 Hektoliter Bier gebraut.

## Geschichte
Die heutige Colbitzer Heide-Brauerei wurde 1816 als Obergärige Gutsbrauerei Colbitz gegründet.
Im Jahre 1870 begann der Brauereigeselle Friedrich-Christoph Ritter mit der Modernisierung des Unternehmens und sicherte durch Brunnenbau die eigene Wasserversorgung. 1872 wurde die Brauerei unter seiner Führung als Heide-Brauerei Fritz Ritter neu gegründet. Zu dieser Zeit erhielt Ritter auch die für eine Brauerei existenznotwendigen Wasserrechte.
Hergestellt wurde eine Vielzahl von Biersorten, meist untergäriger Brauart, wie z. B. helles Lagerbier, Doppelmärzen, Doppelmärzen-Bock oder Malzbier. Aber auch obergärige Biere, wie Weißbier oder das Braunbier „Puparsch-Knall“, wurden produziert. Wurde zunächst nur Fassbier ausgeliefert, begann bereits 1884 die Flaschenabfüllung.
Die Brauerei blieb bis 1959 ein reines Familienunternehmen. Danach wurde sie, wie viele Privatbetriebe in der DDR, ein Betrieb mit staatlicher Beteiligung. Zunächst firmierte sie als Heide-Brauerei Fritz Ritter KG, ab 1972 als VEB Heide-Brauerei Colbitz. Ab ca. 1980 wurde sie, wie z. B. auch die Diamant-Brauerei Magdeburg und die Hasseröder Brauerei Wernigerode, Teil des VEB Getränkekombinat Magdeburg.

## Neuanfänge
Am 1. Juni 1991 wurde die Brauerei an die Urenkel des Brauereigründers, Barbara Schreiter und Klaus Niemer, rückübereignet. Darauf folgte in den 1990er Jahren mit einem Investitionsaufwand von 16 Millionen DM eine umfangreiche Modernisierung auf den damaligen Stand der Technik.
Im November 2012 meldete die Colbitzer Heide-Brauerei Insolvenz an. Zum 1. September 2013 kaufte das Hofbrauhaus Wolters aus Braunschweig den Betrieb für 450.000 Euro. Das Braunschweiger Unternehmen gab als Ziel an, die Colbitzer Brauerei als neue Heimatmarke für die Region zu etablieren. Unter neuer Führung startete die Brauerei als selbstständiges Unternehmen Colbitzer Heide-Brauerei GmbH. Die heutige Flaschen-Abfüllanlage ist für einen Durchlauf von 20.000 Flaschen je Stunde konzipiert. Die Fassabfüllanlage kann bis zu 50 Fässer mit 30 oder 50 Litern Inhalt stündlich füllen. Im Mai 2014 wurde das neue Sudhaus in Betrieb genommen.
Die Brauerei unterstützt als Sponsor Sportvereine wie zum Beispiel den FSV Barleben. 

## Produktsortiment
- Colbitzer Pils
- Colbitzer Bock (saisonal auch zusätzlich Maibock, Sommerbock und Winterbock)
- Colbitzer Edel

ehemalige Sorten:
- Colbitzer Dunkel
- Colbitzer Pils alkoholfrei
- Colbitzer Radler (auch naturtrüb)

Stand: März 2023